# Miguel Millana Sansaturio
Miguel Antonio Millana Sansaturio (Sòria, Castella i Lleó, 8 de maig de 1952) és un empresari, economista i polític valencià d'origen castellà, va estar conseller de Sanitat, Treball i Seguretat Social del primer govern de la Generalitat Valenciana del president Joan Lerma. Portaveu del PSPV-PSOE a l'Ajuntament d'Alacant des de 2022.

## Biografia
Naix a Sòria l'any 1952 però amb només 2 anys es trasllada a viure a Alcoi amb la seua família. Entra en els ambients polítics en els seus anys d'universitari a València quan inicialment simpatitza amb la Lliga Comunista Revolucionària abans d'incorporar-se a les Joventuts Socialistes en 1974 i al PSOE en 1975.
Llicenciat en Ciències Econòmiques i Empresarials per la Universitat de València el 1976, Millana s'incorpora com a assessor tècnic al sindicat UGT. Resulta elegit diputat a les Corts Valencianes per la circumscripció d'Alacant a les primeres eleccions autonòmiques de 1983 en què el PSPV-PSOE guanya i el president Lerma li confia la conselleria de Sanitat, Treball i Seguretat Social. Miguel Millana va renovar l'escó a les Corts a les successives eleccions de 1987 i 1991.
El 1995 és nomenat president de la Confederació Empresarial de Societats Laborals d'Espanya, càrrec de va ostentar fins a l'any 2010. Abans però havia estat president de la federació valenciana d'aquestes empreses (FEVES).
Miguel Millana reactiva la seua activitat política el 2018 en esdevenir secretari general de l'agrupació local del PSPV-PSOE a Alacant. Un congrés local que va guanyar amb el suport de l'històric dirigent local Ángel Franco. El seu mandat té per objectiu tancar la permanent crisi del socialisme alacantí, activa des de la pèrdua de poder local l'any 1995, i que ha protagonitzat episodis com la destitució del fins aleshores portaveu municipal Francesc Sanguino el 2022.
Millana va resultar elegit regidor al consistori alacantí a les eleccions municipals de 2019 i 2023, a més de ser diputat provincial a la Diputació d'Alacant (2019-2023).